# Leucauge
Genre
Synonymes
- Argyroepeira Emerton, 1884
- Callinethis Thorell, 1887
- Mecynometa Simon, 1894
- Alcimosphenus Simon, 1895
- Opas O. Pickard-Cambridge, 1896
- Plesiometa F. O. Pickard-Cambridge, 1903
- Chrysaster Kishida, 1933
- Opadometa Archer, 1951

Leucauge est un genre d'araignées aranéomorphes de la famille des Tetragnathidae.

## Distribution
Les espèces de ce genre se rencontrent en Asie, en Amérique, en Océanie et en Afrique.

## Description

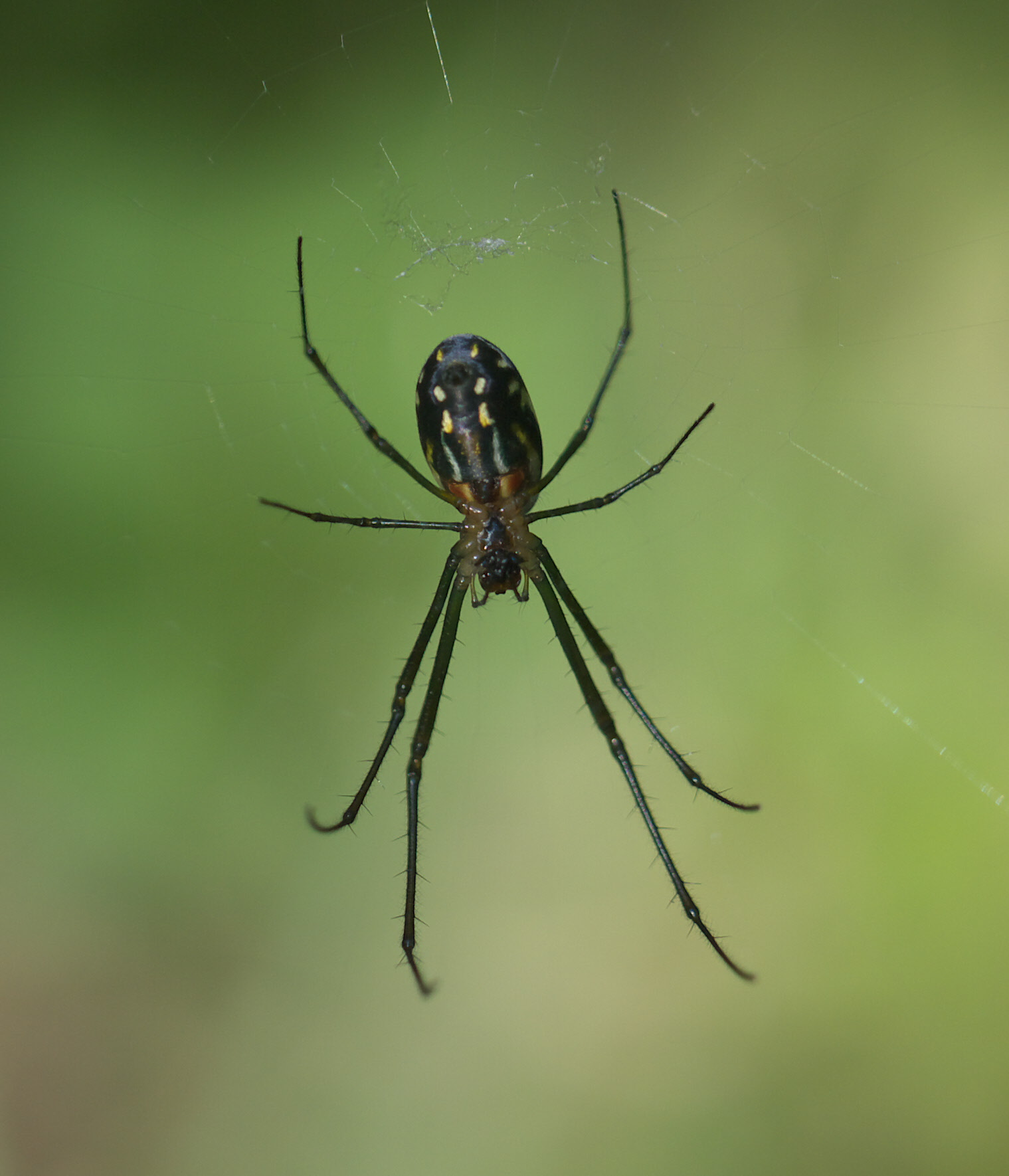
Leucauge argyra

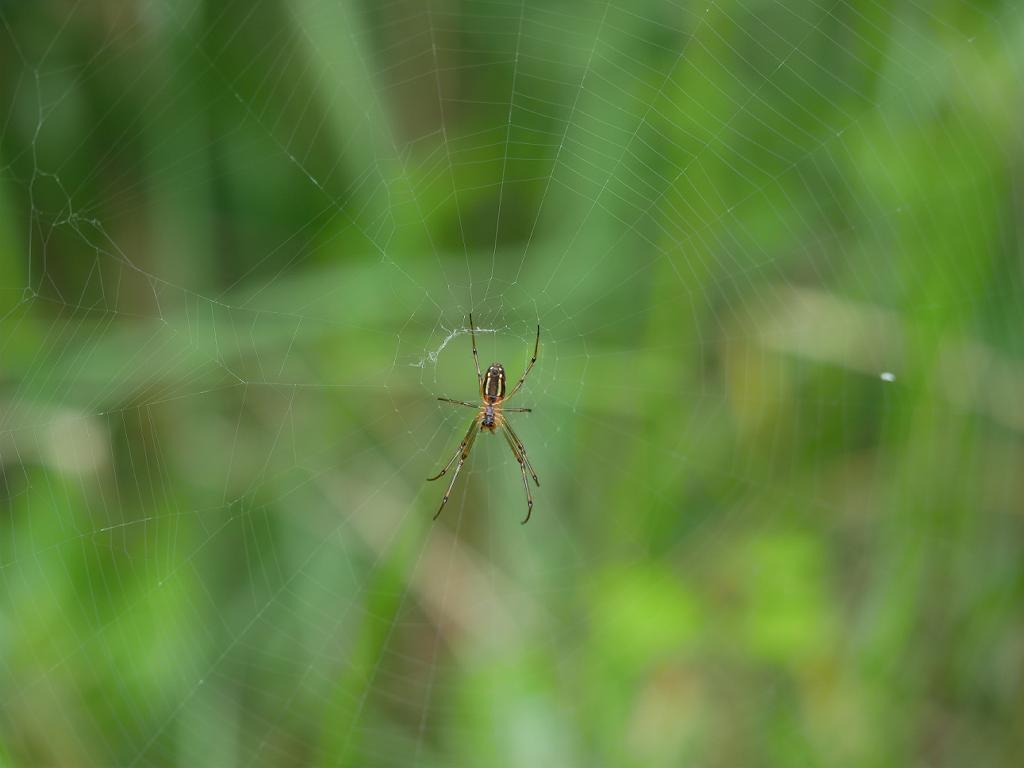
Leucauge blanda

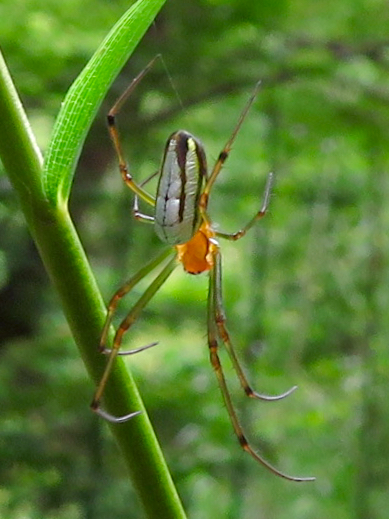
Leucauge celebesiana

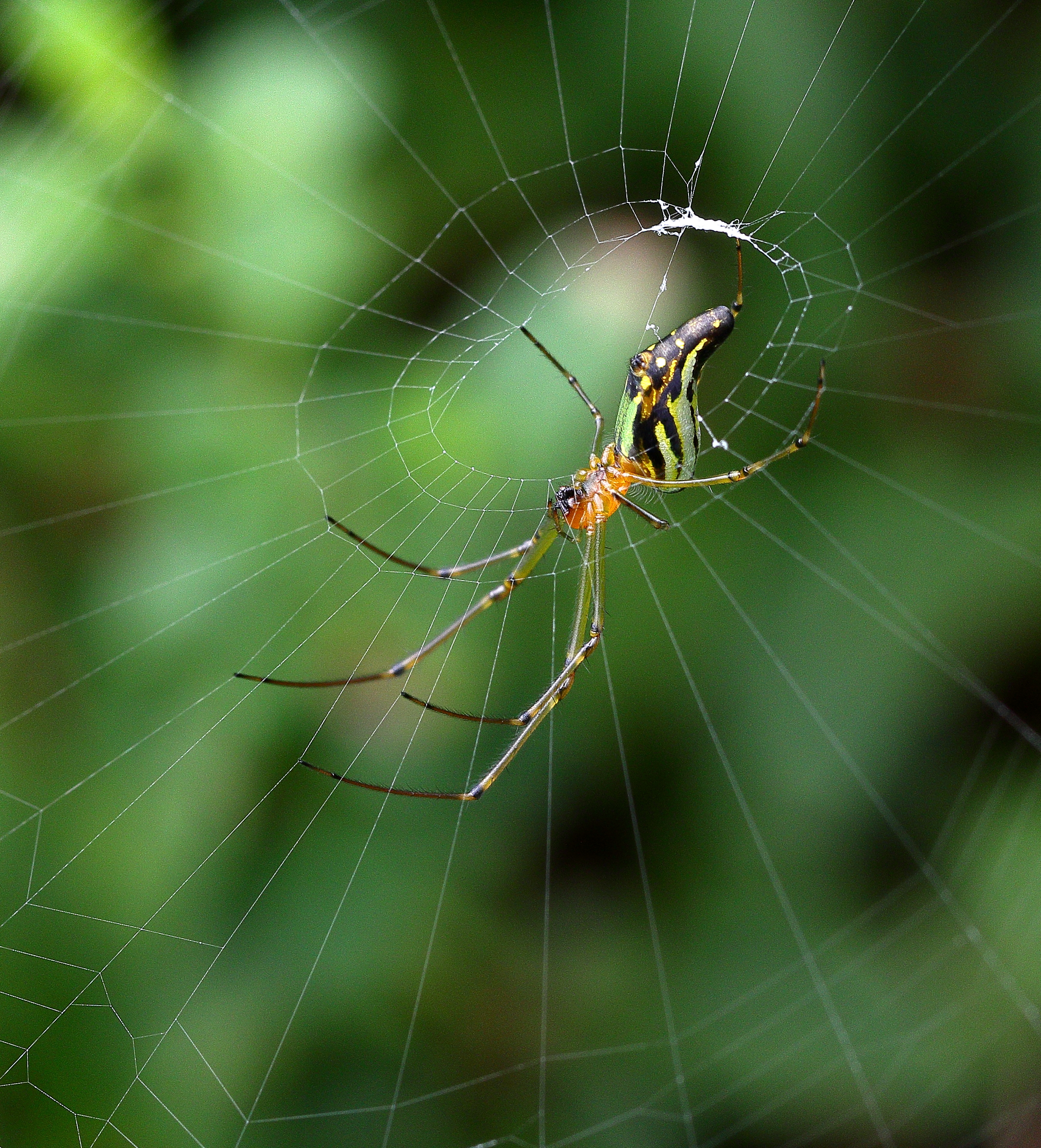
Leucauge decorata

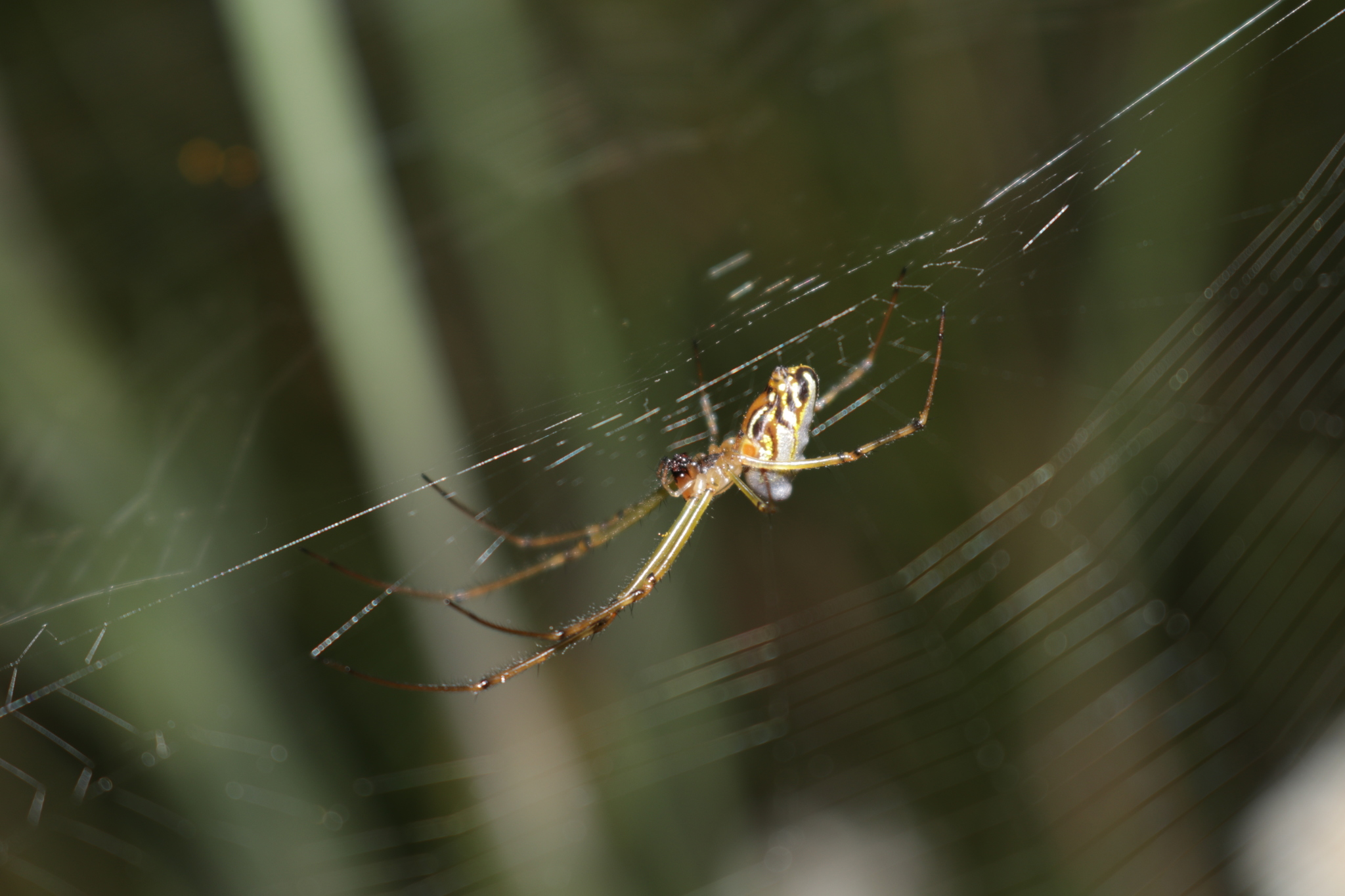
Leucauge dromedaria

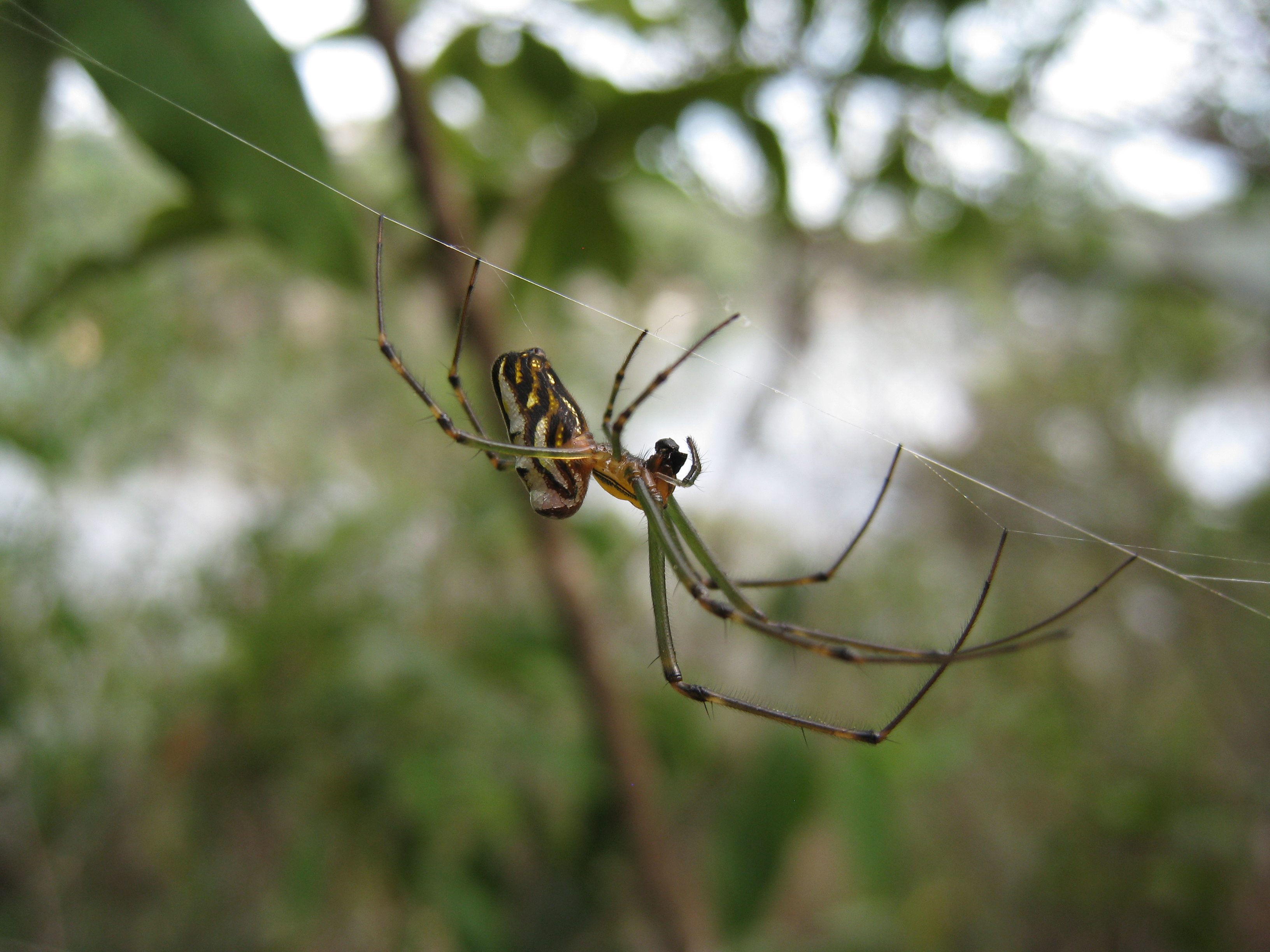
Leucauge granulata

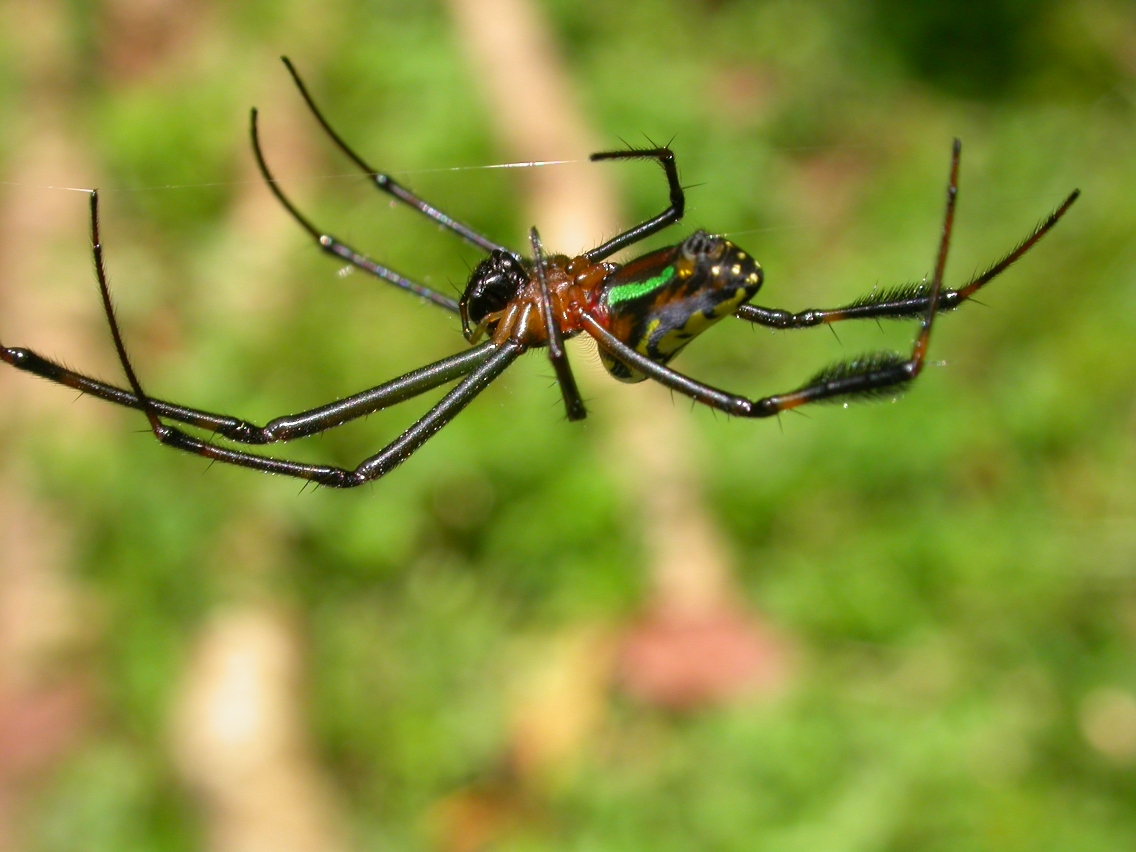
Leucauge tessellata

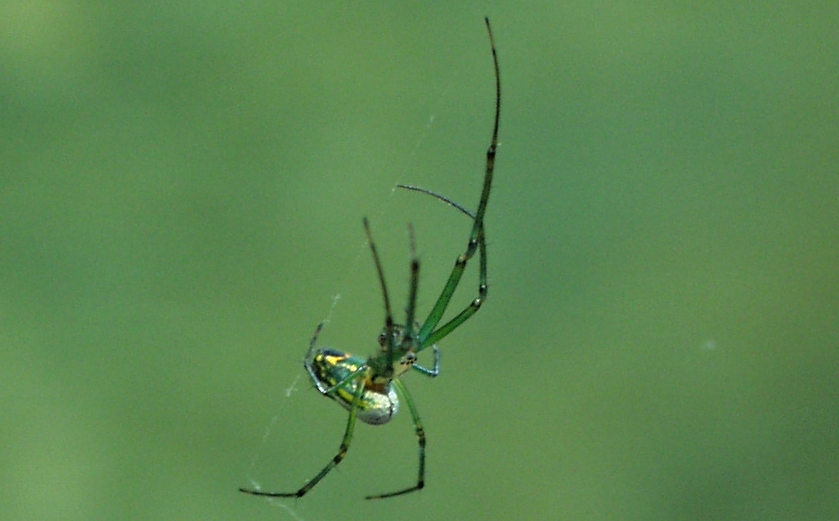
Leucauge venusta

La forme du corps et des jambes et les marques argentées, noires et jaunes des femelles Leucauge rendent l'identification du genre relativement facile. Elles ont deux longues lignes de longs poils courbes sur les fémurs de la quatrième paire de pattes. Dans la plupart des cas, leur toile est plutôt verticale et l'araignée réside dans le milieu de la toile avec le ventre orienté vers le haut. 

## Liste des espèces
Selon World Spider Catalog (version 25.5, 11/09/2024) :
- Leucauge abyssinica Strand, 1907
- Leucauge acuminata (O. Pickard-Cambridge, 1889)
- Leucauge albomaculata (Thorell, 1899)
- Leucauge amanica Strand, 1907
- Leucauge analis (Thorell, 1899)
- Leucauge annulipedella Strand, 1911
- Leucauge apicata (Thorell, 1899)
- Leucauge arbitrariana Strand, 1913
- Leucauge argentea (Keyserling, 1865)
- Leucauge argenteanigra (Karsch, 1884)
- Leucauge argentina (van Hasselt, 1882)
- Leucauge argyra (Walckenaer, 1841)
- Leucauge argyrescens Benoit, 1978
- Leucauge argyrobapta (White, 1841)
- Leucauge argyrosticta (Simon, 1907)
- Leucauge atrostricta Badcock, 1932
- Leucauge aureosignata (Lenz, 1891)
- Leucauge aurocincta (Thorell, 1877)
- Leucauge auronotum Strand, 1907
- Leucauge aurostriata (O. Pickard-Cambridge, 1897)
- Leucauge badiensis Roewer, 1961
- Leucauge beata (Pocock, 1901)
- Leucauge behemoth Ferreira-Sousa, Venticinque, Motta & Brescovit, 2023
- Leucauge bituberculata Baert, 1987
- Leucauge blanda (L. Koch, 1878)
- Leucauge bontoc Barrion & Litsinger, 1995
- Leucauge branicki (Taczanowski, 1874)
- Leucauge brevitibialis Tullgren, 1910
- Leucauge cabindae (Brito Capello, 1866)
- Leucauge camelina Caporiacco, 1940
- Leucauge camerunensis Strand, 1907
- Leucauge capelloi Simon, 1903
- Leucauge caucaensis Strand, 1908
- Leucauge caudacuta (Taczanowski, 1873)
- Leucauge caudata Hogg, 1914
- Leucauge caudata (Mello-Leitão, 1944)
- Leucauge celebesiana (Walckenaer, 1841)
- Leucauge clarki Locket, 1968
- Leucauge comorensis Schmidt & Krause, 1993
- Leucauge conifera Hogg, 1919
- Leucauge cordivittata Strand, 1911
- Leucauge crucinota (Bösenberg & Strand, 1906)
- Leucauge curta (O. Pickard-Cambridge, 1889)
- Leucauge decorata (Blackwall, 1864)
- Leucauge digna (O. Pickard-Cambridge, 1870)
- Leucauge ditissima (Thorell, 1887)
- Leucauge dorsotuberculata Tikader, 1982
- Leucauge dromedaria (Thorell, 1881)
- Leucauge emertoni (Thorell, 1890)
- Leucauge eua Strand, 1911
- Leucauge fasciiventris Kulczyński, 1911
- Leucauge fastigata (Simon, 1877)
- Leucauge festiva (Blackwall, 1866)
- Leucauge fibulata (Thorell, 1893)
- Leucauge fishoekensis Strand, 1909
- Leucauge formosa (Blackwall, 1863)
- Leucauge fragilis (O. Pickard-Cambridge, 1889)
- Leucauge frequens Tullgren, 1910
- Leucauge funebris Mello-Leitão, 1930
- Leucauge gemminipunctata Chamberlin & Ivie, 1936
- Leucauge gibbosa (Schmidt & Krause, 1993)
- Leucauge globosa (O. Pickard-Cambridge, 1889)
- Leucauge granulata (Walckenaer, 1841)
- Leucauge grata (Guérin, 1838)
- Leucauge hasselti (Thorell, 1890)
- Leucauge hebridisiana Berland, 1938
- Leucauge henryi Mello-Leitão, 1940
- Leucauge idonea (O. Pickard-Cambridge, 1889)
- Leucauge ilatele Marples, 1955
- Leucauge insularis (Keyserling, 1865)
- Leucauge iraray Barrion & Litsinger, 1995
- Leucauge isabela Roewer, 1942
- Leucauge japonica (Thorell, 1881)
- Leucauge kibonotensis Tullgren, 1910
- Leucauge kuchingensis (Dzulhelmi & Suriyanti, 2015)
- Leucauge lechei Strand, 1908
- Leucauge lehmannella Strand, 1908
- Leucauge leprosa (Thorell, 1895)
- Leucauge levanderi (Kulczyński, 1901)
- Leucauge licina (Simon, 1895)
- Leucauge linyphia Simon, 1903
- Leucauge liui Zhu, Song & Zhang, 2003
- Leucauge loltuna Chamberlin & Ivie, 1938
- Leucauge lombokiana Strand, 1913
- Leucauge longimana (Keyserling, 1881)
- Leucauge longipes F. O. Pickard-Cambridge, 1903
- Leucauge longula (Thorell, 1878)
- Leucauge lugens (O. Pickard-Cambridge, 1896)
- Leucauge macrochoera (Thorell, 1895)
- Leucauge mahabascapea Barrion & Litsinger, 1995
- Leucauge mahurica Strand, 1913
- Leucauge malkini Chrysanthus, 1975
- Leucauge mammilla Zhu, Song & Zhang, 2003
- Leucauge margaritata (Thorell, 1899)
- Leucauge mariana (Taczanowski, 1881)
- Leucauge medjensis Lessert, 1930
- Leucauge melanoleuca (Mello-Leitão, 1944)
- Leucauge mendanai Berland, 1933
- Leucauge meruensis Tullgren, 1910
- Leucauge mesomelas (O. Pickard-Cambridge, 1894)
- Leucauge moerens (O. Pickard-Cambridge, 1896)
- Leucauge moheliensis Schmidt & Krause, 1993
- Leucauge nagashimai Ono, 2011
- Leucauge nanshan Zhu, Song & Zhang, 2003
- Leucauge nicobarica (Thorell, 1891)
- Leucauge nigricauda Simon, 1903
- Leucauge nigrocincta Simon, 1903
- Leucauge nigrotarsalis (Doleschall, 1859)
- Leucauge obscurella Strand, 1913
- Leucauge opiparis Simon, 1907
- Leucauge papuana Kulczyński, 1911
- Leucauge paranensis (Mello-Leitão, 1937)
- Leucauge parangscipinia Barrion & Litsinger, 1995
- Leucauge pinarensis (Franganillo, 1930)
- Leucauge polita (Keyserling, 1893)
- Leucauge popayanensis Strand, 1908
- Leucauge prodiga (L. Koch, 1872)
- Leucauge pulcherrima (Keyserling, 1865)
- Leucauge pusilla (Thorell, 1878)
- Leucauge quadrifasciata (Thorell, 1890)
- Leucauge quadripenicillata (van Hasselt, 1893)
- Leucauge regnyi (Simon, 1898)
- Leucauge reimoseri Strand, 1936
- Leucauge roseosignata Mello-Leitão, 1943
- Leucauge rubripleura (Mello-Leitão, 1947)
- Leucauge rubromaculata Benjamin, 2024
- Leucauge rubrotrivittata Simon, 1906
- Leucauge ruwenzorensis Strand, 1913
- Leucauge sabahan Dzulhelmi, 2016
- Leucauge saphes Chamberlin & Ivie, 1936
- Leucauge sarawakensis (Dzulhelmi & Suriyanti, 2015)
- Leucauge scalaris (Thorell, 1890)
- Leucauge semiventris Strand, 1908
- Leucauge senegalensis Roewer, 1961
- Leucauge severa (Keyserling, 1893)
- Leucauge signiventris Strand, 1913
- Leucauge simplex F. O. Pickard-Cambridge, 1903
- Leucauge soeensis Schenkel, 1944
- Leucauge speciosissima (Keyserling, 1881)
- Leucauge spiculosa Bryant, 1940
- Leucauge splendens (Blackwall, 1863)
- Leucauge stictopyga (Thorell, 1890)
- Leucauge striatipes (Bradley, 1876)
- Leucauge subadulta Strand, 1906
- Leucauge subblanda Bösenberg & Strand, 1906
- Leucauge subgemmea Bösenberg & Strand, 1906
- Leucauge superba (Thorell, 1890)
- Leucauge synthetica Chamberlin & Ivie, 1936
- Leucauge taczanowskii (Marx, 1893)
- Leucauge taiwanica Yoshida, 2009
- Leucauge tanikawai Zhu, Song & Zhang, 2003
- Leucauge tellervo Strand, 1913
- Leucauge tengchongensis Wan & Peng, 2013
- Leucauge tessellata (Thorell, 1887)
- Leucauge thomeensis Kraus, 1960
- Leucauge tredecimguttata (Simon, 1877)
- Leucauge trilineata (Mello-Leitão, 1940)
- Leucauge tristicta (Thorell, 1891)
- Leucauge tupaqamaru Archer, 1971
- Leucauge turbida (Keyserling, 1893)
- Leucauge uberta (Keyserling, 1893)
- Leucauge undulata (Vinson, 1863)
- Leucauge ungulata (Karsch, 1879)
- Leucauge venusta (Walckenaer, 1841)
- Leucauge vibrabunda (Simon, 1896)
- Leucauge virginis (Strand, 1911)
- Leucauge viridecolorata Strand, 1916
- Leucauge volupis (Keyserling, 1893)
- Leucauge wangi Zhu, Song & Zhang, 2003
- Leucauge wokamara Strand, 1911
- Leucauge wulingensis Song & Zhu, 1992
- Leucauge xiaoen Zhu, Song & Zhang, 2003
- Leucauge xiuying Zhu, Song & Zhang, 2003
- Leucauge zizhong Zhu, Song & Zhang, 2003

## Systématique et taxinomie
Ce genre a été décrit par White en 1841 comme un sous-genre de Linyphia.
Argyroepeira, Callinethis et Opas ont été placés en synonymie par Simon en 1903.
Plesiometa a été placé en synonymie par Levi en 1980.
Chrysaster a été placé en synonymie par Ono et Ogata en 2018.
Alcimosphenus, Mecynometa et Opadometa ont été placés en synonymie par Ballesteros et Hormiga en 2021.

## Publication originale
- White, 1841 : « Description of new or little known Arachnida. » Annals and Magazine of Natural History, vol. 7, p. 471-477 (texte intégral).